# Daaaaaalí !
Pour plus de détails, voir Fiche technique et Distribution.
Daaaaaalí ! est un film français écrit et réalisé par Quentin Dupieux et sorti en 2023.
Il est présenté en avant-première à la Mostra de Venise 2023, avant sa sortie en salles début 2024.

## Synopsis
Judith, une journaliste française, rencontre Salvador Dalí à plusieurs reprises, d'abord pour un projet d'interview, que Dalí refuse, puis pour un film documentaire qui s'avère difficile à réaliser, notamment lorsque Dalí, conduisant sa Rolls-Royce sur la plage, met hors d'usage la caméra avant le début du tournage.
À cette trame, dans laquelle Dalí joue son personnage « excentrique et concentrique, à la fois anarchiste et monarchiste », se mêle le récit par un évêque d'un rêve qu'il a fait, au cours d'un repas auquel Dalí a été invité chez son jardinier. Le rêve de l'évêque, plusieurs fois achevé en apparence, est à chaque fois repris et prolongé, le repas ne semblant pas s'achever non plus.

## Fiche technique
- Titre original et francophone : Daaaaaalí !
- Réalisation et scénario : Quentin Dupieux
- Musique : Thomas Bangalter[3]
- Direction artistique : Joan Le Boru
- Costumes : Isabelle Pannetier
- Photographie : Quentin Dupieux
- Son : Guillaume Le Braz
- Montage : Quentin Dupieux
- Production : Mathieu Verhaeghe, Thomas Verhaeghe
- Sociétés de production : Atelier de Production, France 3 Cinéma, en association avec 7 SOFICA
- Société de distribution : Diaphana Distribution (France)
- Budget : 6,7 millions d'euros
- Pays de production :  France
- Langue originale : français
- Genre : comédie
- Format : couleur — 2,39:1 — son Dolby Digital (Dolby 5.1)
- Durée : 78 minutes
- Dates de sortie : 
  - Italie : 7 septembre 2023 (Mostra de Venise)[4]
  - France : 17 janvier 2024 (Strasbourg)[5] ; 7 février 2024 (sortie nationale)[6]

## Distribution
- Anaïs Demoustier : Judith, la journaliste
- Édouard Baer : Salvador Dalí
- Jonathan Cohen : Salvador Dalí
- Gilles Lellouche : Salvador Dalí
- Pio Marmaï : Salvador Dalí
- Didier Flamand : Salvador Dalí âgé
- Boris Gillot : autre Dalí
- Romain Duris : Jérôme, le producteur
- Agnès Hurstel : Lucie, l'assistante
- Catherine Schaub-Abkarian : Gala Dalí
- Éric Naggar : le père Jacques, l'évêque
- Laurent Nicolas : Georges
- Sandrine Blancke : la bonne de Georges
- Cécile Garcia-Fogel : Bianca, la bonne de Dalí
- Philippe Dusseau : Pablo, le chauffeur de Dalí
- Jérôme Niel : le modèle à la canne
- Marc Fraize : le modèle au mouchoir
- Marie Bunel : Mme Abravanel, l'acheteuse du tableau
- Nicolas Carpentier : le commissaire-priseur
- Jean-Marie Winling : l'homme dans le bus
- Hervé Pauchon : le journaliste de télévision
- Johann Dionnet : Marc, le cadreur

## Production
Le tournage commence le 8 novembre 2022, il a lieu en région parisienne près de Saint-Cloud, ainsi qu'en Espagne ; il se termine le 23 décembre 2022.

## Bande originale
En août 2023, il est confirmé que Thomas Bangalter, ancien membre de Daft Punk, a composé la musique du film. Bangalter, ami de Dupieux, avait auparavant fait un caméo dans son film Réalité en 2014.
En janvier 2024, Ed Banger Records annonce la sortie d'un EP vinyle en édition limitée contenant la brève partition originale de Bangalter ainsi qu'une affiche du film. La sortie de la bande originale et sa mise en ligne sur les plates-formes de diffusion a lieu le 7 février,.
| 1.    | Daaaaaalí ! | 4:01 |
| 2.    | Âge Réel    | 6:23 |
| 10:24 |             |      |

## Accueil

### Box-office
| Pays ou région | Box-office      | Date d'arrêt du box-office | Nombre de semaines |
| -------------- | --------------- | -------------------------- | ------------------ |
| France         | 465 004 entrées | 14 mars 2024               | 5                  |
| Total mondial  | $               | -                          | -                  |

## Distinction

### Sélection
- Mostra de Venise 2023 : hors compétition

## Influences
Quentin Dupieux s'est inspiré du Charme discret de la bourgeoisie de Luis Buñuel : ce film met en scène par imbrication, une suite de séquences entre rêve et réalité, avec un déjeuner qui ne peut jamais se dérouler sans être interrompu.